# Have a Nice Life (album)
Have a Nice Life è il nono album in studio del rapper statunitense Murs, pubblicato nel 2015.

## Tracce
1. Have a Nice Life – 3:30
2. Surprises (featuring Ryan "Myagi" Evans) – 2:50
3. Mi Corazon – 3:31
4. Woke Up Dead – 2:56
5. P T S D (featuring E-40) – 3:15
6. Okey Dog – 3:18
7. Pussy And Pizza – 3:17
8. Two Step (featuring King Fantastic) – 3:06
9. No More Control (featuring MNDR) – 3:49
10. Skatin Through The City – 3:20
11. Anyways – 3:09
12. The Worst – 3:15
13. Black Girls Be Like – 3:11
14. I Miss Mikey – 3:46